# Rastila
Rastila (en suédois : Rastböle) est une section du quartier de Vuosaari à Helsinki, la capitale de la Finlande.

## Description

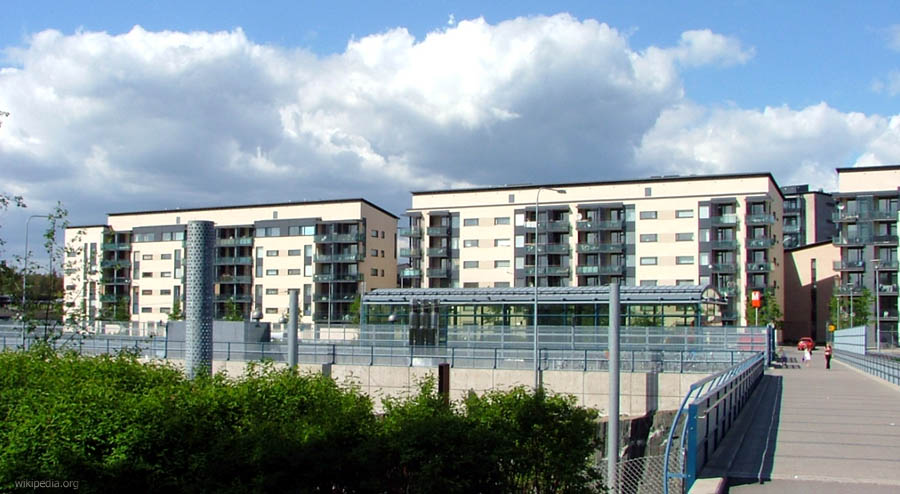
Immeubles d'habitation à Rastila, et une entrée de la station de métro de Rastila.

Rastila a une surface de 1,09 km2, elle a 4 209 habitants(1.1.2010) et offre 379 emplois(31.12.2008).

## Galerie

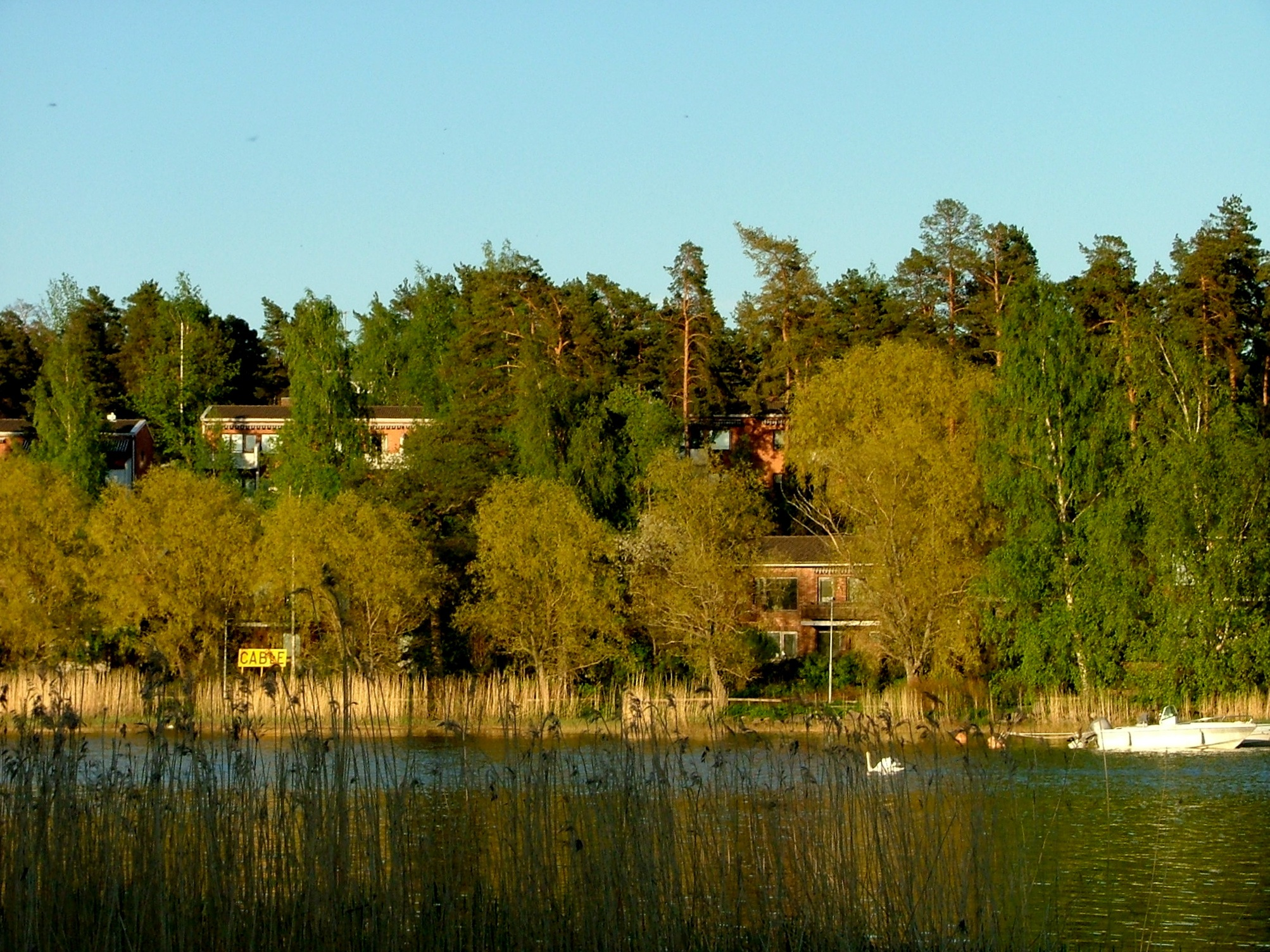
Habitations au bord de la baie Vartiokylänlahti à Rastila.
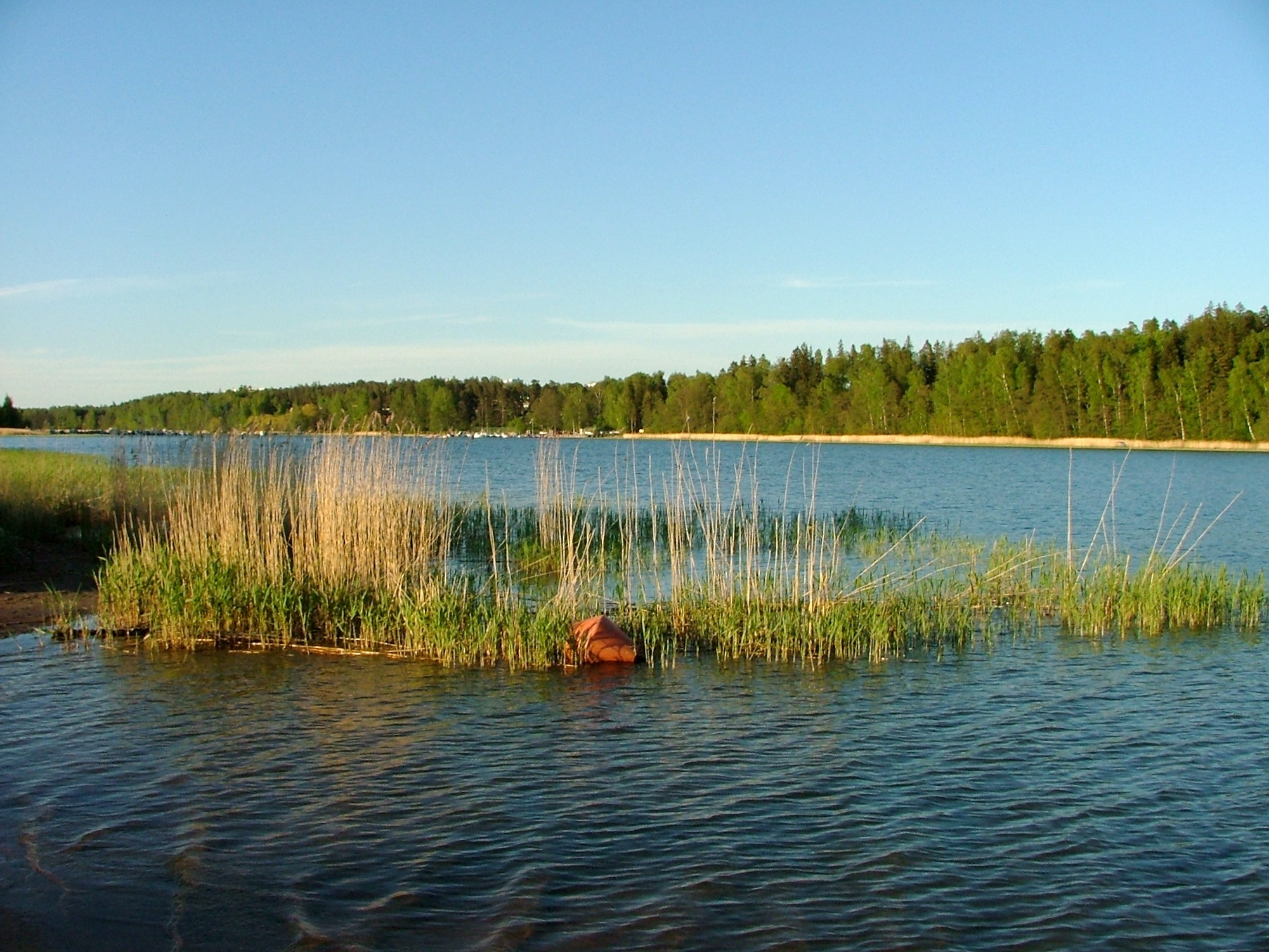
La baie Vartiokylänlahti et la plage de Rastila vues de Puotila.
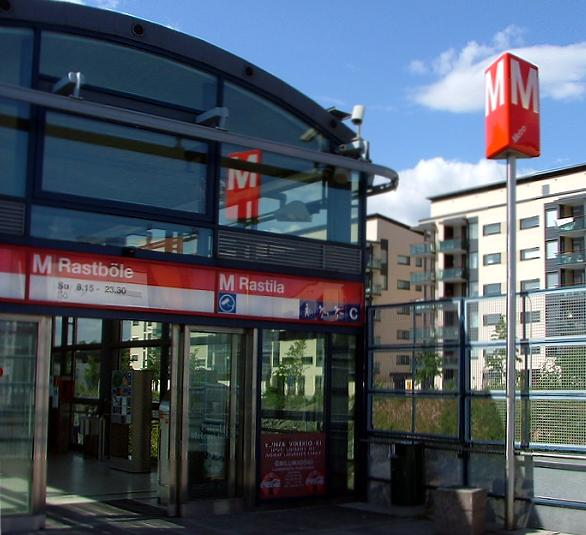
Station de métro Rastila.
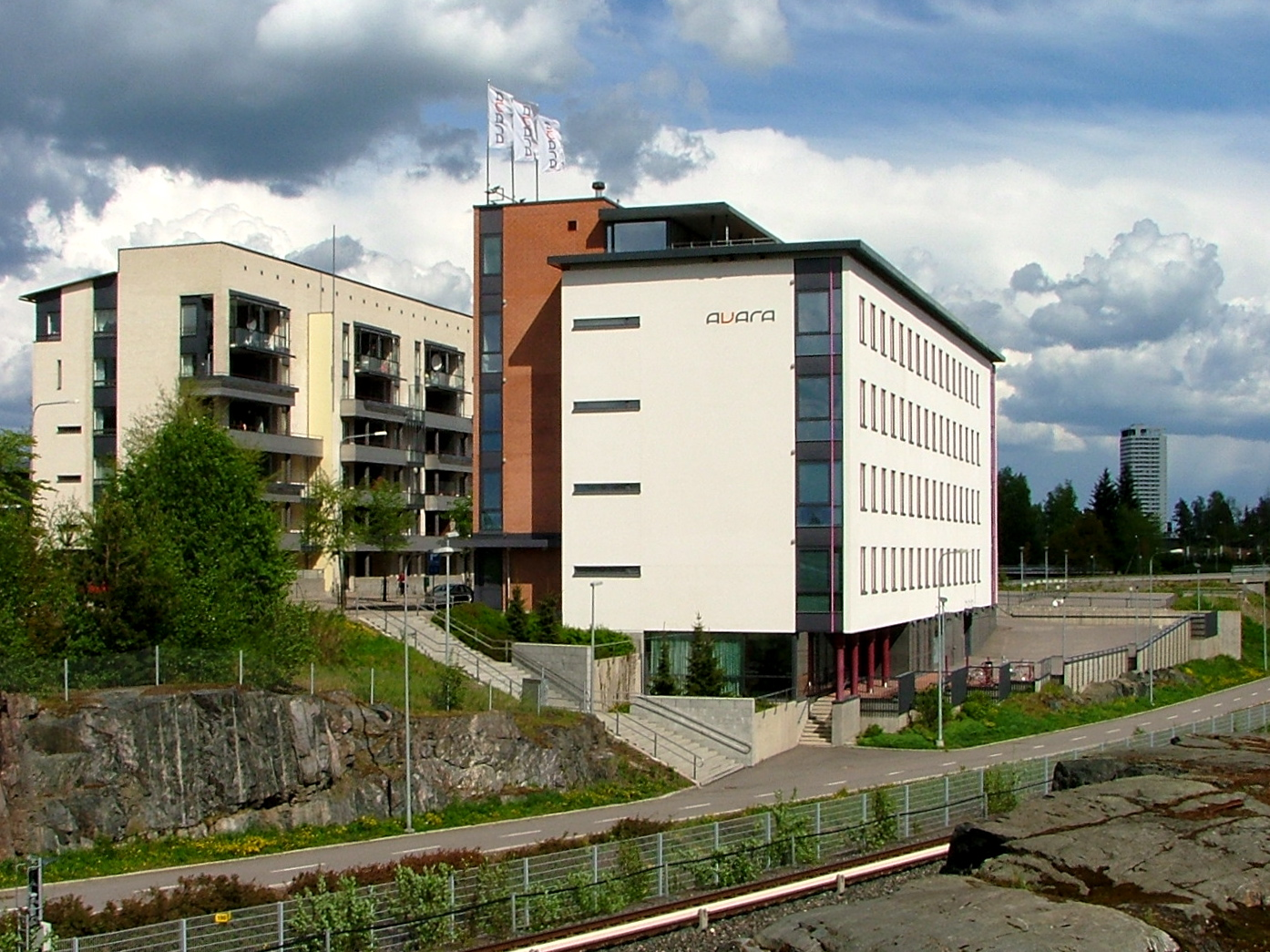
Siège de la société Avara Suomi Oy.